# Rosenknoppmal
Rosenknoppmal (Lampronia morosa) är en fjärilsart som beskrevs av Philipp Christoph Zeller 1852. Rosenknoppmal ingår i släktet Lampronia, och familjen knoppmalar. Enligt den finländska rödlistan är arten starkt hotad i Finland. Arten är reproducerande i Sverige. Artens livsmiljö är torra gräsmarker.